# The Sensual World
The Sensual World – album Kate Bush wydany w 1989 roku.

## O albumie
Płyta The Sensual World dotarła do miejsca 2. na brytyjskiej liście najpopularniejszych albumów. Pochodzą z niej trzy single: „The Sensual World”, „This Woman’s Work” oraz „Love and Anger”.

## Lista utworów
1. „The Sensual World” – 3:57
2. „Love and Anger” – 4:42
3. „The Fog” – 5:04
4. „Reaching Out” – 3:11
5. „Heads We're Dancing” – 5:17
6. „Deeper Understanding” – 4:46
7. „Between a Man and a Woman” – 3:29
8. „Never Be Mine” – 3:43
9. „Rocket’s Tail” – 4:06
10. „This Woman’s Work” – 3:32